# Queen of Chinatown
Queen of Chinatown – singel Amandy Lear, wydany w 1977 roku.

## Ogólne informacje
Piosenka została skomponowana przez Amandę i Anthony’ego Monna. Wydano ją na drugiej edycji debiutanckiego albumu piosenkarki, I Am a Photograph. Utwór jest utrzymany w stylu disco.
Jest to jeden z największych hitów Amandy Lear. Singel ten dotarł do top 5 list przebojów we Włoszech, Niemczech i Szwajcarii. W 2006 roku DJenetix zremiksował piosenkę – wersja ta została wydana na singlu.

## Teledysk
Piosenkarka nagrała teledysk „Queen of Chinatown” dla niemieckiego programu Musikladen. Amandzie towarzyszą w nim dwie tancerki. Wideoklip został nagrany przy zastosowaniu blue boxu. W 1982 roku powstał kolejny wideoklip do tego utworu, specjalnie dla włoskiej telewizji.

## Lista ścieżek
- 7" single (Niemcy)[1]

1. „Queen of China-Town” – 4:15
2. „My Alphabet” – 4:00

## Pozycje na listach
| Kraj       | Pozycja |
| ---------- | ------- |
| Austria    | 11      |
| Niemcy     | 2       |
| Szwajcaria | 5       |
| Włochy     | 2       |